# North Salt Lake (Utah)
North Salt Lake es una ciudad del condado de Davis, estado de Utah, Estados Unidos. Según el censo de 2000 la población era de 8.749 habitantes. Se estima que en 2003 había crecido hasta los 9.321 habitantes.

## Geografía
North Salt Lake se encuentra en las coordenadas 40°50′45″N 111°54′25″O / 40.84583, -111.90694.
Según la oficina del censo de Estados Unidos, la ciudad tiene una superficie total de 21,4 km². No tiene superficie cubierta de agua.